# جف جارت
جف جارت (انگلیسی: Jeff Jarrett؛ زادهٔ ۱۴ ژوئیهٔ ۱۹۶۷) کشتی‌گیر کشتی حرفه‌ای، و فیلم‌نامه‌نویس اهل ایالات متحده آمریکا و مالک سابق ایمپکت رسلینگ است.
از فیلم‌ها یا برنامه‌های تلویزیونی که وی در آن نقش داشته‌است می‌توان به تعطیلات بهاری اشاره کرد.
وی همچنین برندهٔ جوایزی همچون تالار شهرت دبلیو دبلیو ای شده‌است.